# Corp Banca (Venezuela)
Corp Banca fue una institución financiera venezolana con sede en Caracas la cual era controlada por el Banco Occidental de Descuento. Estaba ubicada dentro del Estrato Mediano del ranking bancario según SUDEBAN. Desde enero de 2009 se encontraba en la etapa final de fusión con el Banco Occidental de Descuento, en ese momento contaba con 110 agencias en Venezuela.

## Historia
Fue fundado en 1954 con el nombre de Banco Miranda, luego en 1969 se concreta la fusión entre los bancos regionales Miranda, Carabobo y Aragua dando origen al Banco del Centro Consolidado transformándose en uno de los bancos más grandes a nivel nacional. 
En 1970 se convierte en el representante exclusivo de American Express para Venezuela.  En marzo de 1980 se cambia la denominación oficial a Banco Consolidado. 
Tras la la crisis financiera de 1994 el Banco Consolidado resulta afectado por lo cual se resuelve estatificarlo. En 1996 es adquirido por el grupo chileno Corp Banca y un año más tarde, en 1997, se establece como Corp Banca Venezuela. En diciembre de 1998, Corp Banca adquiere el Banco del Orinoco conformando una sola institución. Después de varias negociaciones desde 2002 con diferentes entidades bancarias, entre ellas Banco Federal se decide en 2006 vender Corp Banca a un inversionista venezolano.
El proceso de fusión se ha llevado de manera progresiva por un proceso que denominan "integración financiera", el 26 de febrero de 2009 se anuncia la etapa final de fusión para denominarse definitivamente Banco Occidental de Descuento. En septiembre de 2013 la SUDEBAN autoriza la fusión consolidada de Corp Banca con B.O.D. desapareciendo esta marca y se absorbe en su totalidad por Banco Occidental de Descuento (B.O.D.).
Asimismo, todos los instrumentos financieros de CorpBanca serán administrados por B.O.D. hasta que se realice la sustitución definitiva de los mismos. Esta fusión convierte al B.O.D. en uno de los bancos más grandes e importantes de Venezuela con más de 300 oficinas extendidas en todo el país.
Desde el año 2021, el B.O:D. es finalmente adquirido y absorbido por el Banco Nacional de Crédito (BNC).

## Eslogan
Banco del Centro Consolidado
- Siempre a su lado

Banco Consolidado
- Siempre a su lado

Corp Banca
- La banca inteligente